# Teitur Lassen
Teitur Lassen, legtöbbször csak Teitur (Tórshavn, 1977. január 4.) feröeri énekes-dalszerző, az ország világszerte legismertebb zenésze.

## Pályafutása
Teitur 13 éves kora óta zenél. Az orgonával kezdett, de hamar a zongoránál és a gitárnál kötött ki. 17 évesen szüleivel a dániai Holstebróba költözött, majd 2002-ben egyedül New Yorkba. Ma Londonban él.
1996-ban jelent meg a Mark no Limits nevű zenekar azonos című debütáló albuma, Teiturral mint énekessel és gitárossal. 1997-ben megnyerték a Prix Føroyar feröeri dalfesztivált. 2002-ben kijött a feröeri nyelvű Sólin og Regnið album, és abban az évben szerződést írt alá a Universal Records kiadóval. Kezdetben feröeri nyelven énekelt, de mivel így közönsége meglehetősen korlátozott volt, áttért az angolra.
2003-as Poetry & Aeroplanes című albumát a kritikusok az év legjobb lemezei közé sorolták. Gyakran hasonlítják Stinghez és Paul Simonhoz, ugyanakkor fontos megjegyezni, hogy nem másolja őket. Soha előtte feröeri még ilyen ismert albumot nem készített; azóta Teitur népes közönség előtt játszik.
Bár otthon van a nagyvilágban, rendszeresen visszatér Feröerre. 2004 nyarán a Listastevna Føroya művészeti fesztiválon játszott az Észak Házában, 2005. január 9-én pedig a hagyományos újévi koncerten (ami egyben jótékonysági koncert volt a cunami károsultjai javára) lépett fel Eivørrel együtt: úgy improvizáltak, hogy előtte nem is próbáltak együtt.
2005. április 23-án hazájában az Atlantic Music Eventen a lehetséges 14 kategóriából 3-ban tüntették ki: a legjobb feröeri CD díját a Poetry & Aeroplanesért, a legjobb feröeri dal díját a Josephineért, és a legjobb külföldön élő feröeri zenész díját. A díjat első alkalommal osztották ki.
2009-ben The Singer című albumáért megkapta a Danish Music Awards díjat a legjobb albumért énekes-dalszerző kategóriában.

## Diszkográfia
- 1996 – Mark No Limits
- 2002 – Sólin og Regnið
- 2003 – Poetry & Aeroplanes
- 2006 – Stay Under the Stars
- 2006 – Rubber & Soul (kislemez Arne Brunnal)
- 2006 – Louis Louis (kislemez a Stay Under the Starsról)
- 2007 – Káta Hornið
- 2008 – The Singer
- 2010 - Let The Dog Drive Home

### Külső hivatkozások
- Hivatalos honlap Archiválva 2015. február 12-i dátummal a Wayback Machine-ben (angol)
- Profil, MySpace (angol)
- Interjú Teitur Lassennal Archiválva 2007. május 22-i dátummal a Wayback Machine-ben – Posta Ákos István interjúja a  Napút folyóiratban (magyar)
- Teitur Lassen: Csak elmerengtem... Archiválva 2007. május 22-i dátummal a Wayback Machine-ben – Posta Ákos István fordítása (magyar)
- Dalszövegek, LyricWiki.org (angol)
- Louis Louis, YouTube (angol)